# 瓦里塞皮塔尼亞山
16°1′39″S 68°25′18″W / 16.02750°S 68.42167°W
瓦里塞皮塔尼亞山（Wari Sipitaña），是玻利維亞的山峰，位於該國西部拉巴斯省的洛斯安地斯省，處於帕塔帕塔尼山和哈查托霍山以南、哈查科柳山和哈查霍科山西北面，屬於安第斯山脈中玻利維亞瑞阿爾山脈的一部分，海拔高度5,314米。